# Landratsbezirk Reinheim
Der Landratsbezirk Reinheim war ein Landratsbezirk im Großherzogtum Hessen in der Provinz Starkenburg mit Sitz in Reinheim. 1821 gegründet ging er 1832 in dem Kreis Dieburg auf.

## Geschichte

### Entstehung
Im Zuge der Verwaltungsreform von 1821 im Großherzogtum wurden auch auf unterer Ebene Rechtsprechung und Verwaltung getrennt und die Aufgaben der überkommenen Ämter in Landratsbezirken (zuständig für die Verwaltung) und Landgerichtsbezirken (zuständig für die Rechtsprechung) neu organisiert. Der Landratsbezirk Reinheim entstand dabei aus:
- dem Amt Lichtenberg,
- dem Amt Reinheim,
- den Orten Niederramstadt, Traisa, Obertraisa und Waschenbach aus dem Amt Pfungstadt,
- dem Ort Georgenhausen[Anm. 1] und
- dem Patrimonialgericht Fränkisch-Crumbach.

Der Bezirk bestand aus 36 althessischen (Obergrafschaft Katzenelnbogen), zwei ehemals zwischen Hessen und der Kurpfalz gemeinschaftlichen Orten, einem standesherrlichen und sechs ritterschaftlichen Orten.
Die Aufgaben der Rechtsprechung erster Instanz, die die nun aufgelösten Ämtern wahrgenommen hatten, wurden dem ebenfalls neu gegründeten Landgericht Lichtenberg übertragen.

### Weitere Entwicklung
1824 wurden die Orte Beedenkirchen und Wurzelbach dem Landratsbezirk Bensheim zugeteilt.
1827 wurden die patrimonialherrlichen Aufgaben vom Staat an den Grafen von Erbach-Erbach abgetreten.

### Auflösung
In der Gebietsreform 1832 wurden die Landratsbezirke aufgelöst und zu größeren Kreisen zusammengelegt. Deren Zuschnitt wurde kurz darauf mit einer weiteren Verordnung festgelegt. Der Landratsbezirk Reinheim ging dabei zusammen mit dem Landratsbezirk Dieburg im neuen Kreis Dieburg auf.

## Interne Organisation

### Bürgermeistereien
Der Landratsbezirk Reinheim war in 19 Bürgermeistereien eingeteilt, die dem Landrat unterstanden. Dabei wurden häufig mehrere kleinere Ortschaften durch eine Bürgermeisterei verwaltet. Entsprechend der Gemeindeverordnung vom 30. Juni 1821 standen den Gemeinden ein gewählter Ortsvorstand vor, der sich aus Bürgermeister, Beigeordneten und Gemeinderat zusammensetzte. Schultheißen wurden nicht mehr eingesetzt.
1. Brandau mit Allertshofen und Hoxhohl,
2. Brensbach,
3. Ernsthofen mit Herchenrode, Klein-Bieberau und Webern,
4. Frankenhausen mit Neutsch und Ober-Modau,
5. Fränkisch-Crumbach mit Teilen von Bierbach, Eberbach, Erlau, Güttersbach und Michelbach,
6. Groß-Bieberau
7. Gundernhausen
8. Lichtenberg mit Niedern- und Obernhausen,
9. Neunkirchen mit Billings, Litzelbach, Meßbach, Nonrod und Steinau,
10. Nieder-Modau,
11. Nieder-Ramstadt mit Traisa und Waschenbach,
12. Ober-Ramstadt,
13. Reinheim mit Ueberau,
14. Rodau mit Aßbach,
15. Rohrbach mit Hahn und Wembach,
16. Roßdorf,
17. Spachbrücken,
18. Wersau mit Teilen von Bierbach und
19. Zeilhardt mit Georgenhausen.

### Landräte
- 1831–1832 Franz Adolf Steppes

## Parallele Fachverwaltungen

### Finanzen
Für die Einnahmen aus Staatseigentum (den sogenannten Domanialen) gab es die Rentämter. Für den Bezirk war das Rentamt Lichtenberg zuständig.
Davon getrennt war die Steuerverwaltung. Für den Landratsbezirk war der Steuerbezirk Reinheim zuständig, der alle Orte umfasste und zur Obereinnehmerei Umstadt gehörte. Der Steuerbezirk Reinheim war wiederum in drei Distrikteinnehmereien gegliedert die aus: 1. Großbieberau mit Aßbach, Bierbach, Billings, Brensbach, Fränkisch-Crumbach mit Zubehör, Lichtenberg, Litzelbach, Meßbach, Neunkirchen, Niedernhausen, Nonrod, Obernhausen, Rodau, Steinau und Werfau; 2. Oberramstadt mit Allertshofen, Brandau, Ernsthofen, Frankenhausen, Hahn, Herchenrode, Hoxhohl, Kleinbieberau, Niederramstadt, Niedermodau, Neutsch, Obermodau, Rohrbach, Traisa, Waschenbach, Wembach und Webern; sowie 3. Reinheim mit Georgenhausen, Gundernhausen, Roßdorf, Spachbrücken, Ueberau, und Zeilhardt; bestanden.
Der Orte des Bezirks gehörte zum Hauptzollamt Neuisenburg.

### Forst
Die Orte des Landratsbezirks gehörten zum Forst Reinheim und dort zu den folgenden vier Forstrevieren: 1. Ernsthofen mit Allertshofen, Aßbach, Brandau, Herchenrode, Hoxhohl, Kleinbieberau, Litzelbach, Neunkirchen, Neutsch, Obermodau, Rohrbach, Steinau und Webern; 2. Lichtenberg mit Bierbach, Billings, Brensbach, Fränkisch-Crumbach mit Zubehör, Großbieberau, Meßbach, Niedernhausen, Nonrod, Obernhausen, Reinheim, Rodau, Ueberau, und Wersau; 3. Niederramstadt mit Frankenhausen, Hahn, Niedermodau, Oberramstadt, Traisa, Waschenbach und Wembach; 4. Roßdorf mit Georgenhausen, Gundernhausen, Spachbrücken, Zeilhardt und Kleinzimmern (aus dem Landratsbezirk Dieburg).

### Kirche
Die Kirchverwaltung im Bezirk bestand aus lutherischen Inspektorat Reinheim mit den folgenden 13 Pfarreien: 1. Fränkisch-Crumbach mit Teilen von Bierbach, Teilen von Eberbach, Erlau, Guttersbach, Michelbach und Kirchbeerfurt (aus dem Landratsbezirk Erbach); 2. Georgenhausen mit Zeithardt; 3. Großbieberau mit Billings, Lichtenberg, Meßbach, Niedernhausen, Nonrod, Obernhausen, Rodau, und Steinau; 4. Gundernhausen; 5. Neunkirchen mit Allertshofen, Brandau, Herchenrode, Holhohl, Litzelbach und Neuisch; 6. Niedermodau mit Aßbach, Ernsthofen, Kleinbieberau, Obermodau, Rohrbach und Webern; 7. Niederramstadt mit Traisa und Waschenbach; 8. Oberramstadt; 9. Reinheim mit Ueberau; 10. Rohrbach mit Hahn und Wembach; 11. Roßdorf mit den Häusern Einsiedel, Leimenhaus und Scheffthum (aus dem Landratsbezirk Darmstadt); 12. Spachbrücken mit Habitzheim (aus dem Landratsbezirk Breuberg); 13. Wersau mit Bierbach. Die Pfarrei in Brensbach bildete mit mehreren Pfarreien aus dem Landratsbezirk Erbach das Inspektorat Brensbach.

## Historische Beschreibung
Die Statistisch-topographisch-historische Beschreibung des Großherzogthums Hessen berichtet 1829 über den Landratsbezirk Reinheim:
Lage und Grenzen werden beschrieben als: „Der Bezirk liegt zwischen dem 49° 44′ und 49° 54′ nördlicher Breite und zwischen dem 26° 19′ und 26° 34′ östlicher Länge. Die Grenzen sind gegen Norden: der Bezirk Dieburg; gegen Osten: die Bezirke Breuberg und Erbach; gegen Süden: die Bezirke Erbach und Lindenfels; gegen Westen: die Bezirke Bensheim und Darmstadt.“
Die Natürliche Beschaffenheit als:  „a) Oberfläche und Boden: Der Bezirk ist gegen den tiefern Odenwald sehr gebirgig. Der höchste Punkt ist die Neunkircher Höhe 2364 Hess. Fuß (0,25 m) über der Meeresfläche gelegen. Von hier aus ziehen mehrere Gebirgsrücken nach verschiedenen Gegenden, bis sie sich nach und nach verflachen. Alle diese Gebirgsrücken bilden eine Menge Verzweigungen die den Bezirk durchkreuzen. An der westlichen Seite sind Ebenen, die sich nördlich immer mehr erweitern. Diese beherrscht der Roßberg 1133 Hess. Fuß (0,25 m) über der Meeresfläche erhaben. Der Boden ist größtentheils fruchtbar und besteht theils aus Liesch teils aus Lehmboden. Auf der östlichen und westlichen Seite ist ein etwas sandiger Boden vorherrschend. b)  Gewässer: 1) die Gersprenz; 2) der Modaubach; 3) der Fischbach; 4) der Wembach.“
Die Bevölkerung als: „Diese beträgt 19,805 Seelen, unter diesen sind 18,630 Luth.; 590 Reform.; 216 Kath.; 24 Mennoniten und 345 Juden, welche zusammen 1 Stadt, 4 Marktflecken, 41 Dörfer, 2 Weiler, überhaupt 2748 Häuser bewohnen.“
Die Naturprodukte als: „Pferde 1300; Fohlen 284; Bullen 51; Ochsen 145; Kühe 4266; Rinder 1856; Schweine 4315; Schaafe 2152; Ziegen 744; Esel 19. Viel Getreide, besonders Gerste und Spelz; in außerordentlicher Menge, viele Kartoffeln, Hanf, Flachs, viel Mohn; Rübsaamen; viele Futterkräuter; Obst; Holz. Sandsteine, jedoch von ganz geringer Qualität zu Großbieberau; Basalt zu Reinheim, Roßdorf und Gundernhausen; blauer Kalk zu Fr. Crumbach; Syenit, Granit, Lehm, Streusand. Spuren von Asbest in Oberramstädter Gemarkung.“
Gewerbe und Handel als: „Ackerbau, Viehzucht, Handwerke, Mühlengewerbe. Nicht unbedeutend sind die Leinewebereien, besonders zu Roßborf, Spachbrücken, Gundernhausen. Leinewandbleichen sind namentlich zu Großbieberau. Häfnerei wird in Roßdorf und Spachbrüchen getrieben, und besonders schönes Geschirr im erstern Orte fabricirt. Viele Waaren liefern die Schmiede und Nagelschmiede. Mit Holzmachen, so wie mit Steinbrechen beschäftigen sich viele Bewohner. Mahlmühlen hat der Bezirk 64, damit sind 16 Oel, 11 Schneide und 5 Hanfreibemühlen verbunden; eine Panier- und eine Pulvermühle befindet sich zu Niederramstadt. Die Haupthandelsartikel sind: fettes Vieh, viele Zuchtschweine, sodann Milch, Butter, Käse; sodann Früchte, besonders viel Gerste und Spelz, welche in großer Menge abgesetzt werden; viel Magsaamen, etwas Heu, Obst, Flachs, Holz, Basalt, Streusand. An Kunsterzeugnissen: mehrere Sorten Mehl, geschälte Gerste, Grütze, Graupen, Griesmehl, etwas Leinewand, Obstessig, Eisenwaaren, irdenes Geschirr, Zieglerwaaren, Faßdauben, Holzschnittwaaren. Die Straße von Darmstadt nach Erbach geht durch Roßdorf, Spachbrücken, Reinheim, Großbieberau und Brensbach.“